# Bastardia cubensis
Bastardia cubensis är en malvaväxtart som beskrevs av Gandoger. Bastardia cubensis ingår i släktet Bastardia och familjen malvaväxter. Inga underarter finns listade i Catalogue of Life.